# بندیکت کروگ
بندیکت کروگ (انگلیسی: Benedikt Krug؛ زادهٔ ۷ فوریهٔ ۱۹۹۵) بازیکن فوتبال اهل آلمان است.